# Sære historier
Sære historier er en novellesamling fra 1953 skrevet af Villy Sørensen. 
Det er en samling af symbolladede allegorier, der i et humoristisk og surrealistisk sprog afslører menneskets dybe splittelse. Fortællinger som 'Det ukendte træ' og 'Blot en drengestreg' fra samlingen har fået status som antologiklassikere, og 'Sære historier' opfattes som et nybrud i dansk prosamodernisme.
Som titlen angiver, er historierne i debutsamlingen sære. Der er tale om moderne eventyr uden en egentlig sanset realisme. De abstrakte og endimensionelle figurer agerer i univers, hvor den hverdagslige fornuft og videnskabelige logik brydes af overnaturlige eller måske overlogiske hændelser. I de sære historier findes træer, der vokser op i himmelen, kvinder, der føder voksne børn, og tigre, der indlogerer sig i private hjem. Men det sære eller eventyrlige kan også findes på det sproglige plan, hvor de sproglige udtryk ofte skævvrides gennem fortællingernes absurde logik.
Fortællingerne har referencer til bl.a. Bibelen, myter, legender og eventyrgenren. Tydelige inspirationskilder er H. C. Andersen og Franz Kafka. I 'Mordsagen', med undertitlen 'En Kafka-Idyl', følger vi ikke den sagsøgte, som i Kafkas 'Processen', men derimod en kriminaloverassistent under opklaringen af et mord. Men ganske som i 'Processen' trækkes hovedpersonen i 'Mordsagen' ind i begivenhederne uden nogen egentlig indsigt i hvorfor, han er havnet i en opklaringsproces. Det fastslås blot, at han har en særlig affinitet til mordet, og hovedpersonen er ikke klar over, hvori denne affinitet består, ligesom han ikke kan få oplysninger om selve mordet. Han er desuden uden evne til at spejle sine egne motiver og virkelighedsforestillinger i sine kollegers udsagn og handlinger. Han er således isoleret og fremmedgjort over for den sociale virkelighed, han indsættes i, en virkelighed, der er tvetydig og højst omskiftelig. Virkeligheden og personerne i 'Mordsagen' er i bestandig, modsætningsfyldt bevægelse. Typisk for samlingen ender fortællingen tvetydigt-ironisk, idet hovedpersonen tilsyneladende afsættes fra sin bestilling og ad andre kanaler informeres om, at mordet er opklaret, en information, han ved fortællingens afslutninger forsøger at be- eller afkræfte.
'Sære historier' indledes med legenden om 'Silvanus af Nazareth', der foregår i tiden umiddelbart efter Kristus. Silvanus af Nazareth er ophavsmanden til en kættersk bog, der påstår, at Jesus var splittet mellem to viljer, en god og en ond, der stred mod hinanden, da han med sin ene vilje ønskede at påtage sig menneskenes lidelser, og med den anden ønskede at undslippe lidelsen. Efter forviklinger omkring, hvem der er den kætterske bogs egentlige forfatter, ender Silvanus i unåde og spaltes i to skikkelser, en god og en ond. Denne dobbelthed som splittelse er et gennemgående tema for 'Sære historier'. Både 'Tigrene' og 'Vidunderbarnet' har et brødrepar som en fordoblet hovedkarakter. I 'De to tvillinger' er ligheden mellem tvillingeparret så stor, at de må gå hver sin vej for at overleve, og alligevel føres de tilbage til hinanden til et uundgåeligt og dødeligt opgør. Flere af historierne, bl.a. 'Det ukendte træ' og 'Vidunderbarnet' kredser desuden om overgangen fra barndom til voksentid, et tema, der også er gennemgående i folkeeventyr. Hos Sørensen bliver denne overgang et tab eller et fald fra én virkelighedsforståelse til en anden. Sammenbruddet kan skabe plads til følelser og forestillinger, der tidligere har været fortrængte. Men der er tale om et absolut fald, da der ikke er forståelse eller kontakt generationerne imellem. Faderen i 'Det ukendte træ' tvinges derfor til at give slip på sin søn, der vokser med træet ind i himlen og dermed for altid tabt for faderen.
Andre af 1960'ernes prosaister, bl.a. Svend Holm og Peter Seeberg, er som Sørensen blevet kaldt sære fortællere, fordi deres fortællinger ikke udspinder sig i et genkendeligt, realistisk univers, men snarere i et klart symbolsk og psykologisk rum. Seebergs 'Eftersøgningen og andre noveller' fra 1962 har flere fællestræk med Sørensens 'Sære historier', bl.a. den underfundige humor, optagetheden af de filosofiske og eksistentielle spørgsmål og opfattelsen af virkeligheden som dobbelttydig. Seeberg gør ikke brug af eventyrets fantastiske elementer, men som hos Sørensen er der tale om endimensionelle karakterer, der handler i et skævt og ofte abstrakt univers præget af en egen logik.
Fortællingerne i 'Sære historier' kan opfattes som filosofiske refleksionsstykker. De behandler etiske, eksistentielle, religiøse og filosofiske problemstillinger, et træk, der bliver gennemgående for Sørensens forfatterskab, som både er litterært og filosofisk. Villy Sørensen arbejder videre med den moderne eventyrform i 'Ufarlige historier' fra 1955. Hans 'Digte og dæmoner' fra 1959 kom til at sætte nye standarder for litteraturforskningen. Med 'Formynderfortællinger' fra 1964 får hans forfatterskab en stærkere samfundskritisk profil, der også udfoldes i den omdiskuterede debatbog 'Oprør fra midten' fra 1978, som Sørensen skrev sammen med videnskabsmanden Niels I. Meyer og politikeren K. Helveg Petersen. De teologiske spørgsmål, der optager ham i 'Sære historier', kommer ligeledes til at blive et gennemgående tema for forfatterskabet, og i 1992 udkommer 'Jesus og Kristus', som sammenholder den historiske Jesus med Bibelens Kristusfigur.